# Órgano de la Ópera de Sídney

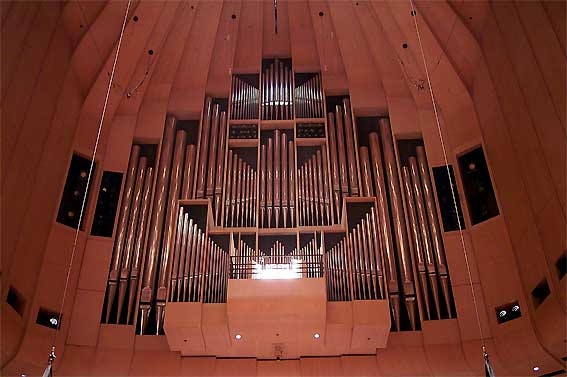
Gran Órgano Mecánico de Sídney

El Sydney Opera House Grand Organ es el órgano de tubos mecánico más grande del mundo. Diseñado y construido por Ronald Sharp, está situado en la sala de conciertos de la Ópera de Sídney.

## Características
Cuenta con 5 teclados manuales y pedalero, y tiene 10 154 tubos. Concebido en estilo barroco, se comenzó a construir en 1969 y se acabó en 1979.
El contrato para la construcción del órgano se adjudicó en 1969, durante la construcción de la Ópera de Sídney, y se terminó de  montar en 1979, seis años después de la inauguración del edificio. Mucha gente dudaba sobre los inmensos tubos que utilizaría el órgano, en la forma propuesta por Sharp, en particular, utilizando un sistema de acción mecánico, que solo podía ser construido por él o por nadie más. La controversia duró a lo largo de todos los años de construcción, hasta que finalmente la obra maestra de Sharp se completó con un costo de 1,2 millones de dólares, bajo la supervisión del Departamento de Obras Públicas de Nueva Gales del Sur, que también fue responsable de supervisar la construcción de la Ópera de Sídney. El Departamento entregó el instrumento terminado el 30 de mayo de 1979, unos días antes de la fecha prevista (el 7 de junio). 
Desde entonces, la electrónica de dicho órgano ha sido actualizada, incluyendo una importante reparación en el año 2002, que consistió en el cambio de varias piezas deterioradas por el paso de los años. Pero la manera de producir la música no se ha modificado, y se mantienen las especificaciones desarrolladas por Sharp a partir de 1967. 
Además de su acción mecánica, el órgano se puede controlar a distancia por un sistema electrónico que le permite ser manipulado desde una consola remota. Así, una interpretación o ejecución de una sinfonía puede ser registrada por un sistema incorporado en el teclado para ser reproducida mediante un accionamiento electrónico. Este sistema es utilizado por los organistas para seleccionar el registro (la combinación interpretaciones) que van a utilizar, lo que les permite estar en diferentes partes de la sala y escuchar los resultados. Sus interpretaciones están totalmente programadas y reproducidas por vía electrónica.

## Imágenes
|  |  |  |  |